# Zastawie (Kazimierów)
Zastawie – część wsi Kazimierów w Polsce położona w województwie mazowieckim, w powiecie mińskim, w gminie Halinów.
Obejmuje zabudowania wzdłuż ulicy Czereśniowej, położonej równolegle do ulicy Różanej – głównej osi komunikacyjnej Kazimierowa. Dawniej samodzielna wieś.
Do 1 kwietnia 1930 w gminie Wiązowna, następnie w gminie Okuniew. Od 1 lipca 1952 w gminie Halinów.
W latach 1975–1998 miejscowość administracyjnie należała do województwa warszawskiego.